# ادراعو (آيت بويحيى)
ادراعو هو دُوَّار يقع بجماعة آيت بويحيى الحجامة، إقليم الخميسات، جهة الرباط سلا القنيطرة في المملكة المغربية. ينتمي الدوّار لمشيخة آيت بويحيى التي تضم 4 دواوير. يقدر عدد سكانه بـ 627 نسمة حسب الإحصاء الرسمي للسكان والسكنى لسنة 2004.

## روابط خارجية
- البوابة الوطنية للجماعات الترابية
- المندوبية السامية للتخطيط